# Eucereon relegatum
Eucereon relegatum là một loài bướm đêm thuộc phân họ Arctiinae, họ Erebidae.